# Ботелью, Карлуш
Карлуш Ботелью (порт. Carlos Botelho; 18 сентября 1899[…], Лиссабон — 18 августа 1982, Лиссабон) — португальский художник и график, один из крупнейших португальских живописцев ХХ столетия.

## Жизнь и творчество
Родился в семье музыкантов, был у родителей единственным ребёнком. Когда мальчику исполнилось 11 лет, умер его отец. Уже в детстве проявляет способности к музыке (играет на скрипке) и рисованию. Среднее образование получает в Лиссабоне, как и начальное художественное — в местной Школе изящных искусств. В 1926—1929 годы создаёт несколько сборников комиксов для детей (ABCzinho). В 1928 году ведёт страницы комиксов в еженедельнике Sempre Fixe. В 1929 году художник уезжает в Париж, чтобы продолжить своё образование во французской столице, затем — совершает путешествие по Европе и США. Художник работает над оформлением португальских павильонов Колониальной выставки в Венсенне под Парижем (1930—1931) и Международной выставки в Лионе в 1935 году, Международной выставки искусства и техники в Париже в 1937 году, Международной выставки искусств в Нью-Йорке в 1939 году, Международной экспозиции «Золотые ворота» в Сан-Франциско (Golden Gate International Exposition, 1939).
В 1938 году Ботелью удостаивается высшей художественной награды Португалии, премии Соуза-Кардозу. В 1939 году удостаивается первой премии на Международной выставке современного искусства в Сан-Франциско. В 1940-м занимается дизайном проходившей в Лиссабоне Всемирной выставки.
Кроме живописи, мастер работал в самых различных областях изобразительного искусства: в росписи по тканям и керамике, как иллюстратор, театральный художник, дизайнер, карикатурист и график. С 1930 года Ботелью постоянно живёт в Лиссабоне, в районе Мурария. В 1932 году проходит его первая большая персональная выставка в этом городе. Главной темой его полотен была столица Португалии, его родной город, и его жители.
Работы Карлуша Ботелью в послевоенное время экспонировались на многочисленных выставках в разных частях света. Среди наиболее значимых следует назвать его участие в 25-м Венецианском биеннале (1950); 1-е биеннале в Сан-Паулу (1951); 3-е биеннале в Сан-Паулу (1955); 4-е биеннале в Сан-Паулу (1957); 1-я Выставка изящных искусств фонда Галуста Гульбенкяна, Лиссабон (1957); выставка «50 лет современного искусства», Брюссель (1958); 30-е венецианское биеннале; 2-я Выставка изящных искусств фонда Галуста Гульбенкяна, Лиссабон (1961); 8-е биеннале в Сан-Паулу (1965). Картины и графику художника можно увидеть как в государственных и городских музеях Португалии, Бразилии и пр., так и в частных собраниях.
В 1922 году Карлуш Ботелью женится на Беатриш Сантуш. В этом браке у них рождается двое детей — Жозе Рафаэль и Ракель.

## Дополнения
- Carlos BOTELHO (1899—1982), Центр современного искусства Жозе де Азередо Пердигайо (Centro de Arte Moderna José de Azeredo Perdigao), Музей Галуста Гюльбенкяна, Лиссабон

## Галерея
- «Отец» (1937)
- «Эхо недели», Париж, май 1929
- Настенная роспись на авеню Инфанте-Санто в Лиссабоне (1956-1957)
- «Старый квартал» (1058)
- «Нью-Йорк. Ноктюрн» (1940)
- «Лиссабон» (1936).